# Jan Struther
Joyce Anstruther, más conocida como Jan Struther  (6 de junio de 1901 - 20 de julio de 1953), fue una escritora inglesa, creadora del personaje de La señora Miniver y autora de conocidos himnos religiosos, como Lord of All Hopefulness. 

## Biografía
Era hija del político británico Henry Torrens Anstruther y de la escritora Eva Anstruther. Vivió su niñez en Whitchurch, Buckinghamshire, Inglaterra. En 1923 se casó con Anthony Maxtone Graham, un broker de Lloyd's, con quien tuvo tres hijos. Debido a sus posteriores matrimonios, más tarde utilizó el nombre legal de Joyce Maxtone Graham y por último el de Joyce Placzek.
En los años 30 comenzó a escribir para la revista Punch, y atrajo la atención del diario The Times, donde Peter Fleming le ofreció escribir una serie de columnas acerca de «una mujer común que viviese una vida común, más o menos como tú».  El personaje creado, La Señora Miniver (Mrs. Miniver), se transformó en un gran éxito. Las columnas fueron recopiladas en un libro publicado en 1939, con el título de Mrs. Miniver.
Tras el inicio de la Segunda Guerra Mundial, el libro fue usado como base para La señora Miniver, una película patriótica y sentimental estrenada en 1942. Esta película ganó seis premios Óscar de la Academia, incluyendo el de Mejor Película. Tanto el libro como la película influyeron en el apoyo que el público estadounidense comenzó a brindar al esfuerzo de guerra británico.
En esa misma época, Struther se radicó en Estados Unidos como conferencista. Durante los años 40 fue panelista frecuente en un popular programa radial de preguntas y respuestas, Information Please!, donde aportaba una presencia cálida e ingeniosa.
Su prolongado matrimonio con Anthony Maxtone Graham fracasó e inició una relación con Adolf Placzek, historiador de arte vienés doce años menor que ella, con quien se casó cinco años antes de su fallecimiento.
Sus últimos años estuvieron marcados por una severa depresión, que la llevaron a ser internada durante cinco meses en un hospital psiquiátrico. Luego de una mastectomía por cáncer de seno, falleció en Nueva York en 1953, a la edad de 52 años. Sus restos fueron sepultados junto a los de su padre en el panteón familiar de la Iglesia St. John The Evangelist, en Whitchurch. 
Es recordada no solo por la creación del personaje de La Señora Miniver (Mrs Miniver), sino también por sus himnos religiosos para niños, que incluyen Lord of All Hopefulness, When a Knight Won His Spurs y Daisies are Our Silver. La popularidad de estos himnos lllevó a que en 1931 el canónigo Percy Dearmer de la Abadía de Westminster, la invitara a componer algunos himnos para una compilación de himnos a publicarse por la Oxford University Press. A pesar de que ella se declaraba agnóstica, compuso una docena de himnos para esta antología.
Es tía abuela de Ian Maxtone Graham, excoproductor ejecutivo de Los Simpsons. Su nieta Ysenda Maxtone Graham es autora de The Real Mrs. Miniver, una biografía sobre Jan Struther.

## Obras
- Betsinda Dances, and Other Poems (1931)
- Hymns selected from Songs of Praise (Oxford University Press, 1931) en conjunto con otros autores.
- Sycamore Square and Other Verses (1932)
- The Modern Struwwelpeter (1936)
- Try anything twice. Essays & Sketches (1938)
- Mrs. Miniver (1939)
- The Glass-Blower and Other Poems (1940)
- A Pocketful of Pebbles (1946)

Traducciones al español
- Temblor de otoño (versión de Mrs. Miniver, ed. Juventud Argentina, 1941)